# برت مارون
برت مارون (انگلیسی: Brett Maron؛ زادهٔ ۲ ژوئن ۱۹۸۶) بازیکن فوتبال اهل ایالات متحده آمریکا است.
از باشگاه‌هایی که در آن بازی کرده‌است می‌توان به آتلانتا بیت، مجیک‌جک، و باشگاه فرم اشاره کرد.